# فارنياي
فارنياي (بالإنجليزية: Varniai) هي معلم جغرافي تقع في ليتوانيا في Telšiai district municipality. يقدر عدد سكانها بـ 1,310 نسمة .